# I mongoli
I mongoli és una pel·lícula d'aventures italiana del 1961 dirigida per André De Toth, Leopoldo Savona i Riccardo Freda, aquest darrer com a especialista en les escenes de batalles. Malgrat ser una pel·lícula italiana, fou protagonitzada per Jack Palance i Anita Ekberg. Va participar en la selecció oficial del Festival Internacional de Cinema de Sant Sebastià 1961.

## Argument
El 1240 els genets mongols van envair Europa de l'Est dirigit pel cruel Ogodai, fill de Genguis Kan. Esteve de Cracòvia intenta negociar amb els mongols, però Ogodai el fa presoner. És alliberat per Igor, líder dels partisans polonesos. Un altre cop és fet presoner per Ogodaï, i Esteve és alliberat per la seva promesa Amina. Ogodai només pensa a continuar la guerra i finalment les tropes mongoles, emboscades per Esteve en un pantà, seran destruïdes. Amina es casarà amb Esteve.

## Repartiment
- Jack Palance - Ogadai
- Anita Ekberg - Hulina
- Antonella Lualdi - Amina
- Franco Silva - Esteve de Cracòvia
- Gianni Garko - Enric de Valois
- Roldano Lupi - Genghis Khan
- Gabriella Pallotta - Lutezia
- Gabriele Antonini - Temugin
- Pierre Cressoy - Igor
- Mario Colli - Boris